# 2018년 8월 19일 롬복섬 지진
2018년 8월 19일 롬복섬 지진은 2018년 8월 19일 인도네시아 롬복섬에서 일어난 모멘트 규모 6.9의 지진이다. 지진 발생 직후엔 규모 7.2로 발표하였다가 이후 6.9로 하향 수정하였다. 8월 5일 롬복섬에서 지진이 일어난 지 약 2주 후 일어난 지진이다.  USGS에서는 8월 5일 일어난 지진과 비슷한 지진이라 발표했으나, 인도네시아 지질기상청(BMKG)에선 이 지진은 8월 5일에 일어났던 지진의 여진이 아닌 다른 단층에서 다른 매커니즘으로 일어난 지진으로, 전에 일어났던 지진과는 독립된 또 다른 지진이라 발표하였다. 이 지진으로 최소 13명이 사망하였다.

## 같이 보기
- 인도네시아의 지진 목록